# トゲカワハギ
トゲカワハギ (棘皮剥、学名：Acreichthys hajam)は、フグ目カワハギ科に属する海水魚。

## 形態
体長7cm。体色は白地に掠れた茶色の大きな斑点模様が全体に入り、尾鰭では横帯状となる。和名の由来となった背鰭の第一棘条は太く長く発達し、前縁には鋸状の棘をもつ。腰骨後端の鞘状鱗は大きく発達し、可動性がある。

## 生態
西太平洋に分布し、日本でも沖縄島以南の琉球列島で見られる。水深の浅い珊瑚礁に生息する。詳しい生態については分かっていない。

## 人間との関係
食用にはならない。稀にアクアリウムで飼育される。